# Żerdzianka
Żerdzianka (Monochamus) – rodzaj chrząszczy z rodziny kózkowatych. Występują na całej półkuli północnej. Do tego rodzaju należą:
- Monochamus carolinensis – żerdzianka karolińska
- Monochamus clamator
- Monochamus galloprovincialis – żerdzianka sosnówka
- Monochamus marmorator
- Monochamus mutator
- Monochamus notatus
- Monochamus obtusus
- Monochamus sartor – żerdzianka krawiec
- Monochamus scutellatus
- Monochamus sutor – żerdzianka szewc
- Monochamus titillator

Żerdzianki posiadają długie czułki. Larwy składają w drzewach (najczęściej świerkach, sosnach i modrzewiach), wygryzając najpierw małe otworki. Larwy drążą w drzewach płaskie korytarzyki, gdzie przechodzą przeobrażenie.